# Mellicta sutschana
Mellicta sutschana är en fjärilsart som beskrevs av Reverdin 1922. Mellicta sutschana ingår i släktet Mellicta och familjen praktfjärilar. Inga underarter finns listade i Catalogue of Life.